# Oxyura australis
Il gobbo beccazzurro (Oxyura australis Gould, 1837) è un uccello appartenente alla famiglia degli Anatidi diffuso in Australia.